# Ilex nervulosa
Ilex nervulosa är en järneksväxtart som först beskrevs av Ludwig Eduard Loesener, och fick sitt nu gällande namn av S. Andrews. Ilex nervulosa ingår i släktet järnekar, och familjen järneksväxter. Inga underarter finns listade i Catalogue of Life.